# Що приховує брехня (фільм, 2011)
«Що приховує брехня» (англ. Trespass) — американська кримінальна кінодрама режисера Джоела Шумахера з Ніколасом Кейджом та Ніколь Кідман у головних ролях.

## Сюжет
Кайл Міллер, торговець діамантами, повертається додому, де не відчутно ладу ні між ним та його дружиною Сарою Міллер, ні між ними та їх дочкою Евері. Евері, попри заборону, йде на молодіжну вечірку, а на будинок в цей час робить напад група грабіжників, які вже тривалий час спостерігали за сім'єю Міллерів. Евері після повернення з вечірки також потрапляє у полон. Опинившись у заручниках, Міллери докладають всіх зусиль, щоб не загинути. При цьому виявляється, що грошей у Кайла немає, він фактично банкрут, і що Кайл даремно підозрював дружину у зраді, а любовний зв'язок між Сарою та Джоном був лише у голові психічно нездорового грабіжника.

## У ролях
| Актор          | Роль         |
| -------------- | ------------ |
| Ніколас Кейдж  | Кайл Міллер  |
| Ніколь Кідман  | Сара Міллер  |
| Кем Жиґанде    | Джон         |
| Бен Мендельсон | Еліас        |
| Джордана Спіро | Петал        |
| Деш Майок      | Тай          |
| Ліана Ліберато | Евері Міллер |
| Емілі Мід      | Кендра       |

## Критика
Фільм отримав переважно негативні відгуки: Rotten Tomatoes дав оцінку 11 % на основі 76 відгуків від критиків і 22 % від більш ніж 5 000 глядачів.